# Cymindis carnica
Cymindis carnica es una especie de coleóptero de la familia Carabidae.

## Distribución geográfica
Habita en Italia.